# Nové Město pod Smrkem
Nové Město pod Smrkem (deutsch Neustadt an der Tafelfichte) ist eine Stadt in Tschechien. Sie gehört zum nordböhmischen Okres Liberec.

## Geographische Lage

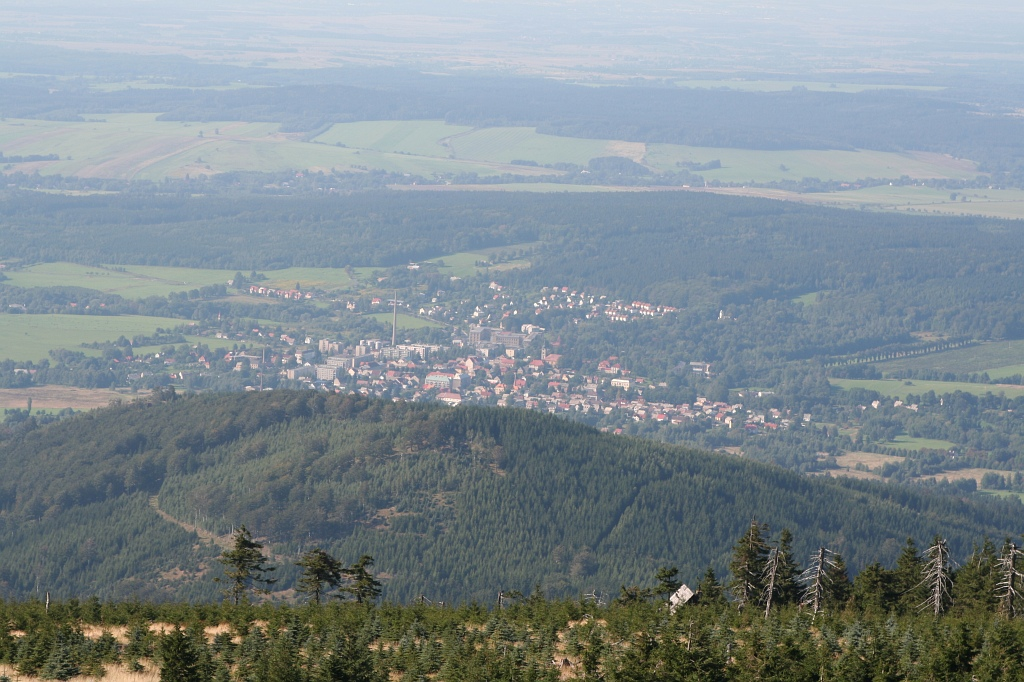
Blick von der Tafelfichte auf die Stadt und ihre Umgebung

Die Stadt liegt in Nordböhmen in 465 m n.m. nördlich des Isergebirges am Fuß der Tafelfichte (Smrk, 1124 m) am Übergang zum Isergebirgsvorland. Östlich erhebt sich der Andělský vrch (Schöbicht, 572 m) und im Norden der Jindřichovický hřeben (Heinersdorfer Rücken) mit dem Hřebenáč (Kohlhübel, 566 m). Die Stadt befindet sich am linken Ufer der Lomnice (Lomnitz) und wird vom Bach Novoměstský potok durchflossen.

## Geschichte

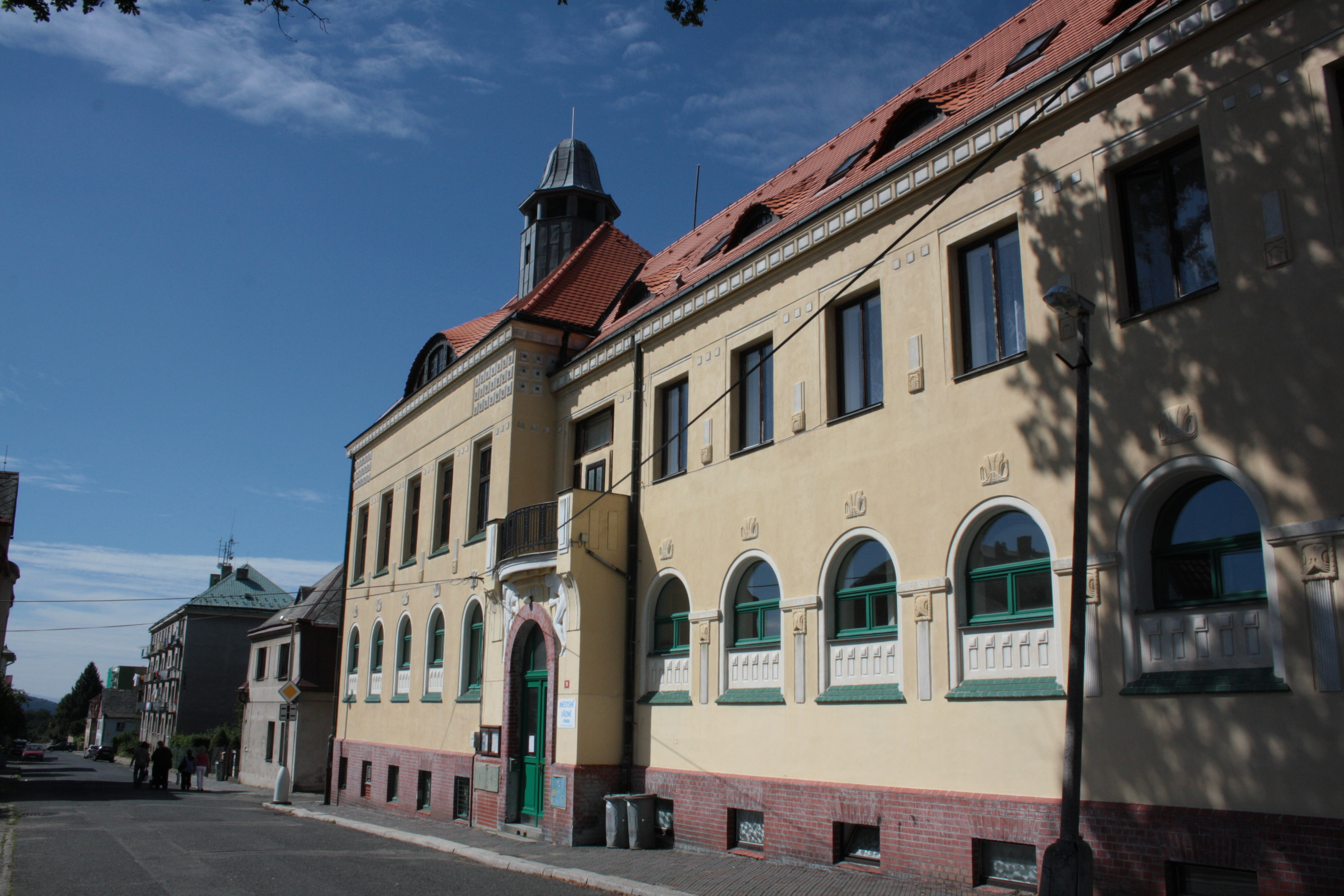
Straßenzug in der Innenstadt

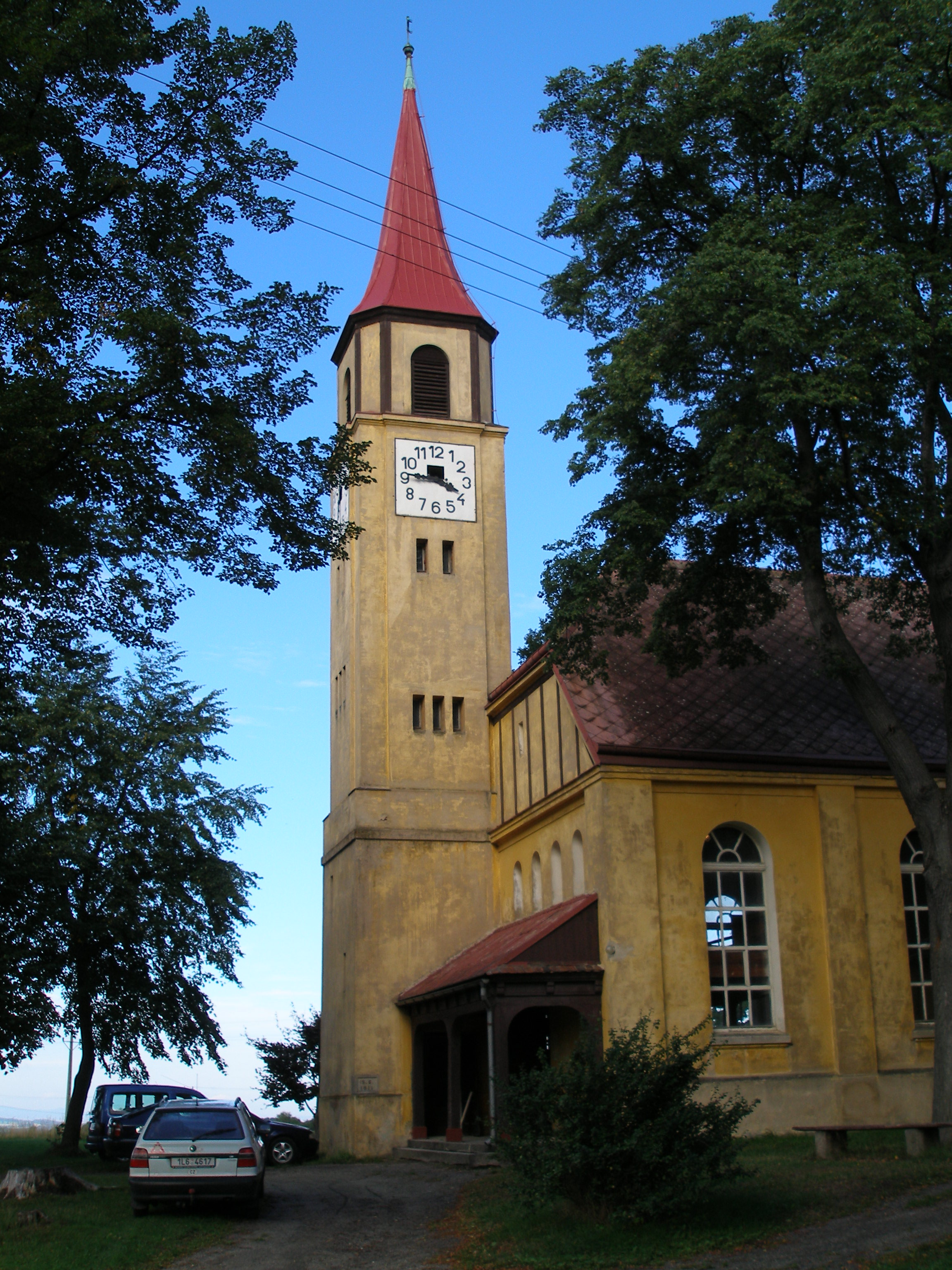
Evangelische Kirche

Melchior von Redern gründete den Ort Böhmisch-Neustadt im Jahr 1584 als Bergstadt für jene sächsischen Bergleute, die in den Umgegend Kupfer, Eisen und Zinn abbauten. Bereits 1592 verlieh er ihr Stadtrecht und Neustadt erhielt sein Stadtwappen wie auch andere Privilegien wie das Schürfrecht oder das Recht zur Abhaltung eines wöchentlichen Marktes. Der quadratische Marktplatz und die regelmäßig angelegten Straßen erinnern noch an diese Zeit und weisen Ähnlichkeiten zu den Bergstädten im Erzgebirge auf.
Die Stadt „Böhmisch Neustadt“ lebte lange Zeit vom Zinnbergbau. Sowohl Gefäße für das Schloss Friedland als auch Särge der dort ansässigen Adelsfamilie wurden aus Neustädter Zinn hergestellt. Der Bergbau kam durch den Dreißigjährigen Krieg zum Erliegen. Am Aufstand von 1679 bis 1681 unter Führung des Rückersdorfer Schmiedes Andreas Stelzig beteiligten sich die Bewohner von Neustadt nicht.
Neue Haupterwerbsquelle bildeten Sägewerke, die Lein- und Baumwollspinnerei sowie der Leinwandhandel. Seit den 1840er Jahren ersetzten Maschinen die Handarbeit in der Textilherstellung bei Ignaz Klinger, dessen Nachfolgeunternehmen nach über 100 Jahren die Firma „Textilana“ war. Das Klingermausoleum und die Villa Ottomar Klinger zeugen von dieser Epoche. Des Weiteren wurden Porzellan, Spielzeug und Metallerzeugnisse produziert. Weitere Teile der Bevölkerung verdienten ihren Lebensunterhalt in der Herstellung von bemalten Hausnummern aus Porzellan. Der Ort gehörte ab der Mitte des 19. Jahrhunderts zum Bezirk Friedland. Der hergebrachte Name Neustadtl wurde auf Ansuchen der Bürgerschaft 1901 geändert in „Neustadt an der Tafelfichte“.
Nach dem Münchner Abkommen wurde der Ort an das Deutsche Reich angegliedert und gehörte bis 1945 zum Landkreis Friedland, Regierungsbezirk Aussig, im Reichsgau Sudetenland.
Bis zum Zweiten Weltkrieg bildeten Angehörige der deutschen Volksgruppe die Mehrheit in der Stadt (1930: 95,8 %). In den Jahren 1945 und 1946 wurden sie größtenteils vertrieben, einige Familien siedelten freiwillig in die Sowjetische Besatzungszone Deutschlands über.

### Demographie
Bis 1945 war Neustadt überwiegend von Deutschböhmen besiedelt, die vertrieben wurden.
| Jahr | Einwohner | Anmerkungen        |
| ---- | --------- | ------------------ |
| 1830 | 2430      | in 379 Häusern     |
| 1857 | 2993      | am 31. Oktober     |
| 1900 | 5457      | deutsche Einwohner |
| 1930 | 4279      | [ 8 ]              |
| 1939 | 3908      | [ 8 ]              |

| Jahr      | 1870 | 1930 | 1980 | 1991 | 2001 | 2003 | 2005 | 2010 |
| --------- | ---- | ---- | ---- | ---- | ---- | ---- | ---- | ---- |
| Einwohner | 4158 | 3442 | 3916 | 3883 | 4018 | 3915 | 3922 | 3897 |

## Gemeindegliederung
Nové Město pod Smrkem besteht aus den Ortsteilen Hajniště (Hegewald), Ludvíkov pod Smrkem (Lusdorf a.d. Tafelfichte) und Nové Město pod Smrkem (Neustadt an der Tafelfichte), die zugleich auch Katastralbezirke bilden. Grundsiedlungseinheiten sind Hajniště, Ludvíkov pod Smrkem, Nové Město pod Smrkem, Podlesí (Waldsaum) und Přebytek (Überschar).

## Sehenswürdigkeiten

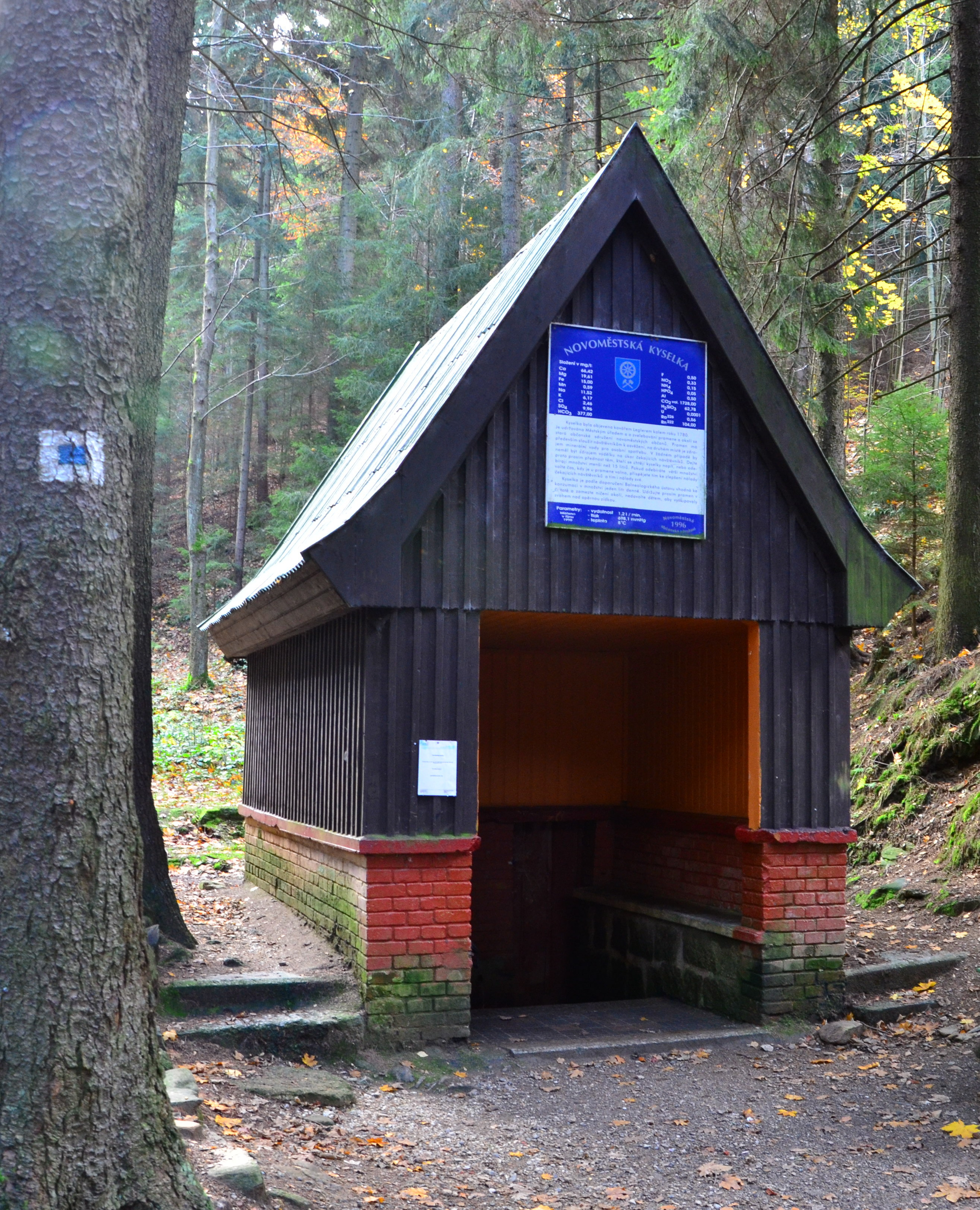
Sauerbrunnen

- Kirche der Heiligen Peter und Paul (Kostel sv. Petra a Pavla, aus dem Jahr 1346 mit einem gotischen Presbyterium) im Ortsteil Ludvíkov
- Kirche der Heiligen Katharina (Kostel sv. Kateřiny, ursprünglich evangelische Kirche aus dem Jahr 1607, auf Veranlassung des Grafen Franz Ferdinand von Gallas 1683 mit einem katholischen Pfarrer besetzt[3][4]). Der ursprünglich aus Fachwerk bestehende Bau wurde 1693 mit einem Turm versehen. 1821–1829 erhielt die Kirche nach einem Umbau ihr heutiges Aussehen. Josef Führich aus Chrastava malte das Altarbild. Den Eingangsbereich schmückt ein Eisenkreuz auf einem Steinsockel aus dem Jahre 1816 sowie eine Statue des Heiligen Nepomuk von 1770.
- Denkmal des Naturwissenschaftlers Gottfried Menzel aus dem Jahr 1880 im Park hinter der Kirche.

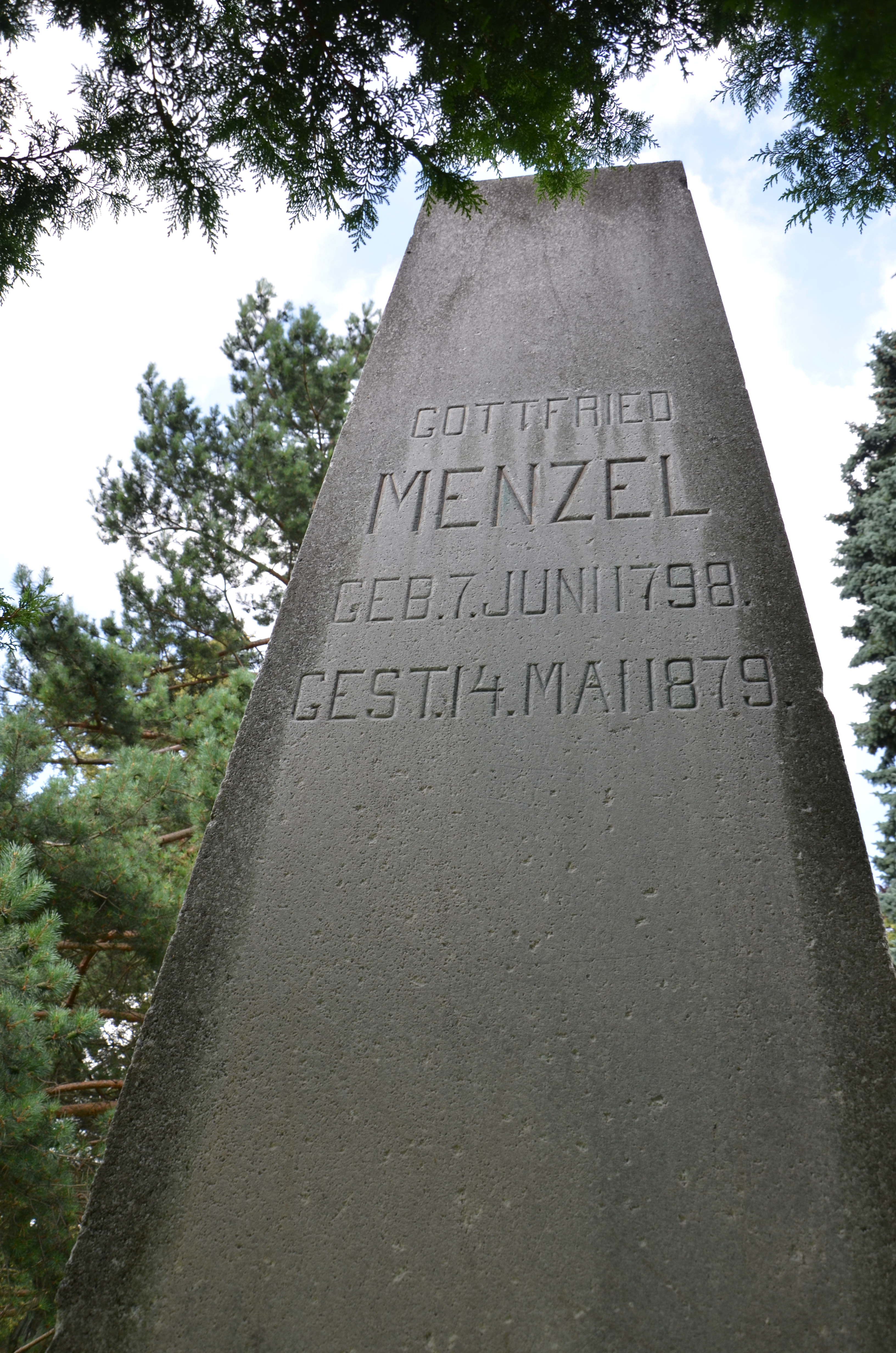
Marmor-Obelisk für Gottfried Menzel

- Evangelische Kirche – ein Bau aus dem Jahre 1911 mit schlankem Turm nach den Plänen von Otto Bartning. Der Choral Martin Luthers „Ein feste Burg ist unser Gott“ sollte Anlass sein, ein eher funktionales Gebäude – bestehend gleichsam aus Kirche und Gemeindesaal – zu schaffen. Die Einweihung wurde am 11. August 1911 gefeiert. Bereits 1928 verzeichnete Neustadt an der Tafelfichte eine eigenständige Gemeinde der Deutschen Evangelischen Kirche. Nach dem Zweiten Weltkrieg wurde der Gebäudekomplex von der Evangelischen Kirche der Böhmischen Brüder übernommen, die ein Zuhause für Aussiedler besonders aus Wolhynien und Sellau bot.
- Mausoleum der Unternehmerfamilie Klinger (Gebäudeeinweihung 9. und 10. Juli 1901).
- Sauerbrunnen (Pramen Novoměstská kyselka) südlich des Ortes am Hang des Kupferberges (Měděnec), 777 m. Eine Kalziumbikarbonatquelle mit hohem Gehalt an Eisen und Kohlensäure. Es ist auch ein kleiner Anteil an radioaktiven Materialien enthalten.
- Ausgangspunkt zu Wanderungen auf die Tafelfichte (Smrk), 1124 m.
- Die Villa Klinger ist ein schlossartiges Bauwerk, das 1891 für Ottomar Ignaz Klinger von Klingerstorff erbaut wurde. Sie ist heute wieder im Privatbesitz und wurde restauriert.

## Verkehr
Nové Město pod Smrkem liegt an der Bahnstrecke Frýdlant v Čechách–Jindřichovice pod Smrkem.

## Persönlichkeiten

### Ehrenbürger
- Oskar Ignaz Wilhelm Ottomar Klinger (1852–1918), Inhaber der Firma Ignaz Klinger, am 20. Dezember 1902 wurden ihm durch Bürgermeister Adolf Glöckner die Rechte zum Ehrenbürger von Neustadt an der Tafelfichte verliehen.

### Söhne und Töchter der Stadt
- Joachim Ulrich von Rosenfeld (1525–vor 1591), Hauptmann der Herrschaft und der Stadt Reichenberg
- Johann Nepomuk Fritsch (1791–1872), österreichischer Jurist und Politiker
- Adolf Glöckner (1850–1936), österreichischer Politiker der Deutschen Nationalpartei (DnP)
- Anton Pohl (1870–1939), Gründer des örtlichen Konsum-Vereins, später führender Konsumgenossenschafter Österreichs
- Josef Hartmann (1880–1954), österreichischer Politiker
- Alfred Baeumler (1887–1968), Philosoph und Pädagoge, spielte eine führende Rolle bei der Gestaltung der Erziehung im Nationalsozialismus
- Hermann Michel (1888–1965), Mineraloge und Edelsteinspezialist
- Richard Schulze (1892–nach 1937), deutscher Jurist und Kommunalpolitiker (NSDAP)
- Franz Raaz (1894–1973), österreichischer Mineraloge und Hochschullehrer
- Bruno Köhler (1900–1989), tschechoslowakischer Politiker der Kommunistischen Partei der Tschechoslowakei (KSČ)
- Georg Lorenz (1903–1947), österreichischer Kabarettist, Theater- und Filmschauspieler
- Robert Smuda (1910–nach 1945), deutscher Turner

### Personen mit Bezug zum Ort
- Gottfried Menzel (1798–1879), Dekan und Naturwissenschaftler